# Star Trek: Starfleet Command III
Star Trek: Starfleet Command III (conosciuto anche solo come Stafleet Command III) è un videogioco per PC ambientato nell'universo di Star Trek, sviluppato dalla Taldren, seguito di Star Trek: Starfleet Command II: Empires at War.

## Modalità di gioco
Il titolo si sviluppa su tre campagne successive, dove la fazione di cui avere il comando è rispettivamente: quella dei Klingon, dei Romulani e della Federazione dei Pianeti Uniti; poi sono presenti anche degli scenari, "slegati" dalla trama, in cui è possibile controllare anche i terribili Borg.

## Trama
Il gioco si svolge dopo il ritorno della USS Voyager nel quadrante Alfa e si snoda in gran parte attorno ad una stazione spaziale costruita dai Klingon e dalla Federazione per inaugurare una nuova era di pace e alleanza, mentre i Romulani cercherebbero immancabilmente di sabotarla e minare le relazioni fra i due alleati.